# Fribord (skib)
 For alternative betydninger, se Fribord. (Se også artikler, som begynder med Fribord)
Fribord på et skib, er den lodrette afstand målt på skibssiden fra lastevandlinjen til overkanten i borde af fartøjets fribordsdæk, målt midtskibs.
Myndighederne, i Danmark Søfartsstyrelsen, stiller krav til skibene om et bestemt fribord, afhængig af årstid og besejlingszoner.
Fribord er fastsat af de internationale organisationer MARPOL 73/78 (Lasteliniekonventionen fra 1966) samt den International Convention for the Safety of Life at Sea (Solas) 74, med senere tilføjelser.

## Ældre tid
Den gamle lastenorm for Nordatlanten findes i afsnittet "Om havskip" i den islandske lov "Grágás", der blev nedskrevet på oldislandsk i 1169 og formentlig gengiver ældre materiale, der tidligere er blevet videregivet mundtligt. Om nedlastning siges der ifølge Det Arnamagnæanske Instituts håndskrift AM 334 jol., Stardarhòlsbòk II, 69, udg. V. Finsen I – II København 1852-70:
tha er skip at farlogumhladit, er that er fimdeilt, prir hlutir i kaf (haf), en tveir hlutir fyrir ofan vatn.
Da er skib lastet efter farmannaloven, når det er femdelt, tre dele i havet, og to dele fri over vandet.
Det tilføjes i nogle afskrifter: "og det skal måles på midten af skibet" (hvor det er lavest).